# تدی بولن
تدی بولن (انگلیسی: Teddy Bullen؛ 1884 – 11 اوت ۱۹۱۷ (۳۲−۳۳ سال)) بازیکن فوتبال اهل پادشاهی متحد بریتانیای کبیر و ایرلند بود.
از باشگاه‌هایی که در آن بازی کرده‌است می‌توان به باشگاه فوتبال بری و باشگاه فوتبال آلترینچام اشاره کرد.